# Brasão de armas da Santa Sé
O brasão de armas da Santa Sé combina duas chaves cruzadas e uma tiara, sendo utilizado como o emblema oficial da Santa Sé e, por extensão, da Igreja Católica. Essas formas têm origens atestadas desde o século XIV. A combinação de uma chave de ouro e uma de prata é um desenvolvimento um pouco mais tardio.
O brasão de armas da Santa Sé como emblema foi registrado em 1996 na Organização Mundial da Propriedade Intelectual. Este brasão, sem o escudo, é exibido na capa dos passaportes da Santa Sé.

## Origens e contexto
A heráldica eclesiástica tem a mesma origem e se desenvolveu de maneira contemporânea à heráldica geral, que se tornou comum na Inglaterra, França, Itália e Alemanha até o final do século XII. A heráldica eclesiástica aparece inicialmente em selos, quase todos de forma vesica.
Quando o Papa Gregório IX travou guerra contra o Imperador Frederico II em 1228, as tropas papais foram descritas por Ricardo de San Germano como "carregando o sinal das chaves" (clavigeros hostes ou clavesignati). As chaves apareceram em seus estandartes e foram costuradas em suas roupas sobre o peito. O conflito, portanto, é chamado de Guerra das Chaves.

### Chaves e sua disposição
A primeira descrição do brasão da Santa Sé foi encontrada nas Crônicas de Froissart de 1353, que o descreve como "gules duas chaves em saltire argent". Desde o início do século XIV, o brasão da Santa Sé mostrava essa disposição de duas chaves cruzadas, comumente uma chave de ouro em posição de "bend" e uma chave de prata em posição de "bend sinister", mas às vezes ambas as chaves eram de ouro, ou mais raramente ambas de prata, como descrito por Froissart.
A prática de colocar a chave de ouro em "bend" e a chave de prata em "bend sinister" foi estabelecida lentamente, e apenas a partir do pontificado do Papa Pio II é encontrada com certeza. "A prática de colocar uma chave de ouro em banda sobre outra em 'banda sinitra' de prata não é encontrada com certeza antes do pontificado de Pio II (1458–64)".
Em 1952–1953, a Sociedade Heráldica Inglesa descreveu o brasão da Santa Sé como "Gules uma chave de ouro [‘ouro’ ou ‘amarelo’ em terminologia heráldica] em ‘bend’ acima de uma chave de prata [‘prata’ ou ‘branco’ em terminologia heráldica] em ‘bend sinister’, ambas as trancas voltadas para cima, os arcos unidos por um cordão de ouro, acima do escudo uma tiara, suas três coroas de ouro [‘ouro’], a mitra de prata [‘prata’]". No seu livro de 1978, "Heráldica na Igreja Católica", o Arcebispo Bruno Heim descreveu o mesmo arranjo.

### Sede vacante

O emblema da sede vacante

A chave de ouro é colocada em "bend" também no brasão de sede vacante, com a tiara substituída por um umbráculo, que simboliza a ausência de um papa e a governança temporária do camerlengo da Igreja Romana sobre os assuntos temporais da Santa Sé, e nos brasões dos Estados Papais.

### Tiara
Até o final do século XIV, a tiara papal foi incluída no brasão de armas da Santa Sé, conforme Galbreath e Insegne e simboli: araldica pubblica e privata medievale e moderna. Claudio Ceresa, por outro lado, afirma que a primeira evidência conhecida de sua adoção data do século seguinte, durante o pontificado de Martinho V (1417–1431).

## Estados Papais e Cidade do Vaticano

O brasão da família Montefeltro com a adição da insígnia papal adquirida por Federico III como Gonfaloneiro da Igreja.

A distinção entre o brasão de armas do papado e o do território por ele governado remonta pelo menos ao século XVI. Galbreath afirma: "A partir do século XVI, este, o terceiro brasão do Papado – que pode ser descrito como Gules, um par de chaves cruzadas em saltire, uma de ouro, uma de prata, atadas de ouro, encimadas por uma tiara de prata, coroada de ouro – passou a representar o Papado como distinto dos Estados Papais." Esta afirmação é citada com aprovação por Heim.
Os brasões dos Estados Papais diferiam por apresentar o umbráculo (o emblema dos poderes temporais do Papa) no lugar da tiara, e foram incorporados como o primeiro quartel do brasão real do Reino Napoleônico da Itália (1805–1814).

## Cargas no escudo
Claudio Ceresa afirma que a representação mais antiga conhecida das chaves cruzadas sob a tiara papal data do pontificado de Martinho V (1417–1431), cujo sucessor, Eugênio IV (1431–1447), a incluiu no design de uma moeda de prata. Galbreath e Insegne e simboli: araldica pubblica e privata medievale e moderna afirmam que essa representação é atestada desde o século anterior.

### Chaves
As chaves fazem referência à promessa de Jesus Cristo a Pedro: "Eu te darei as chaves do reino dos céus. O que ligares na terra será ligado nos céus; e o que desligares na terra será desligado nos céus" (Mateus 16:19). Elas são um símbolo do poder que a Igreja Católica acredita que Cristo deu a São Pedro e seus sucessores. A chave de ouro significa que o poder alcança o céu e a chave de prata significa que ele se estende a todos os fiéis na terra; o entrelaçamento entre as chaves indica a conexão entre os dois aspectos do poder, e os cabos das chaves, localizados na base, simbolizam que o poder está nas mãos do papa.

### Tiara
Embora o uso real da tiara papal tenha sido descontinuado por João Paulo I e seus sucessores, ela permanece um símbolo heráldico papal. Uma coroa foi adicionada ao chapéu do Papa em 1130 para simbolizar a soberania sobre os Estados Papais. Em 1301, Bonifácio VIII, então em conflito com Filipe IV da França, adicionou uma segunda coroa para indicar que sua autoridade espiritual era superior a qualquer poder civil. Em 1342, Bento XII acrescentou uma terceira coroa para simbolizar a superioridade da autoridade religiosa papal sobre a dos monarcas não religiosos. O significado original das três coroas foi perdido com o tempo, e elas passaram a representar os poderes do papa como sacerdote, governante e mestre.

## Variações oficiais

Uma ilustração artística colorida do brasão de armas, semelhante à exibida no site da Santa Sé.
Versão não colorida do brasão exibida nos sites da Biblioteca Vaticana e da Santa Sé.
Uma variação do brasão exibida no site da Missão de Observação Permanente da Santa Sé junto às Nações Unidas.